# Parque São Pedro
Parque São Pedro, conhecido coloquialmente como Carbrás, é um bairro do município brasileiro de Manaus, capital do Amazonas. Localiza-se na zona oeste. Pertencente ao bairro Tarumã e ao distrito de Tarumã II, é um dos bairros mais setentriontais da cidade e um dos que surgiram mais recentemente. O IPTU do bairro é estimado em R$ 9,74 por domicílio. e a comunidade figura ainda na lista dos 13 piores bairros do município de Manaus em pobreza e desigualdade.